# ایتو نوئه
ایتو نوئه (به ژاپنی: 伊藤 野枝 Itō Noe); ۲۱ ژانویهٔ ۱۸۹۵ – ۱۶ سپتامبر ۱۹۲۳) نویسنده، آنارشیسم اهل ژاپن بود.